# کولو یاحیا
کولو یاحیا (انگلیسی: Kulu Yahaya؛ زادهٔ ۲۳ مهٔ ۱۹۷۶) بازیکن فوتبال اهل غنا است.
وی همچنین در تیم ملی فوتبال زنان غنا بازی کرده‌است.